# Wedowee
Wedowee är administrativ huvudort i Randolph County i Alabama. Vid 2020 års folkräkning hade Wedowee 737 invånare.